# Dörarps församling
Dörarps församling var en församling i Berga pastorat i Allbo-Sunnerbo kontrakt i Växjö stift. Församlingen låg i Dörarp, Ljungby kommun i Kronobergs län. 1 januari 2025 uppgick församlingen i Dörarp-Vittaryds församling.

## Administrativ historik
Församlingen har medeltida ursprung. På 1630-talet införlivades Hallsjö församling.
Församlingen var från slutet av 1580-talet till 1974 annexförsamling i pastoratet Vittaryd, Berga och Dörarp för att därefter bli moderförsamling i samma pastorat. Från 1974 är församlingen annexförsamling i pastoratet Berga, Vittaryd, Dörarp, Bolmsö och Tannåker. 1 januari 2025 uppgick församlingen i Dörarp-Vittaryds församling.

## Kyrkor
- Dörarps kyrka